# كيوريوسيتي روفر

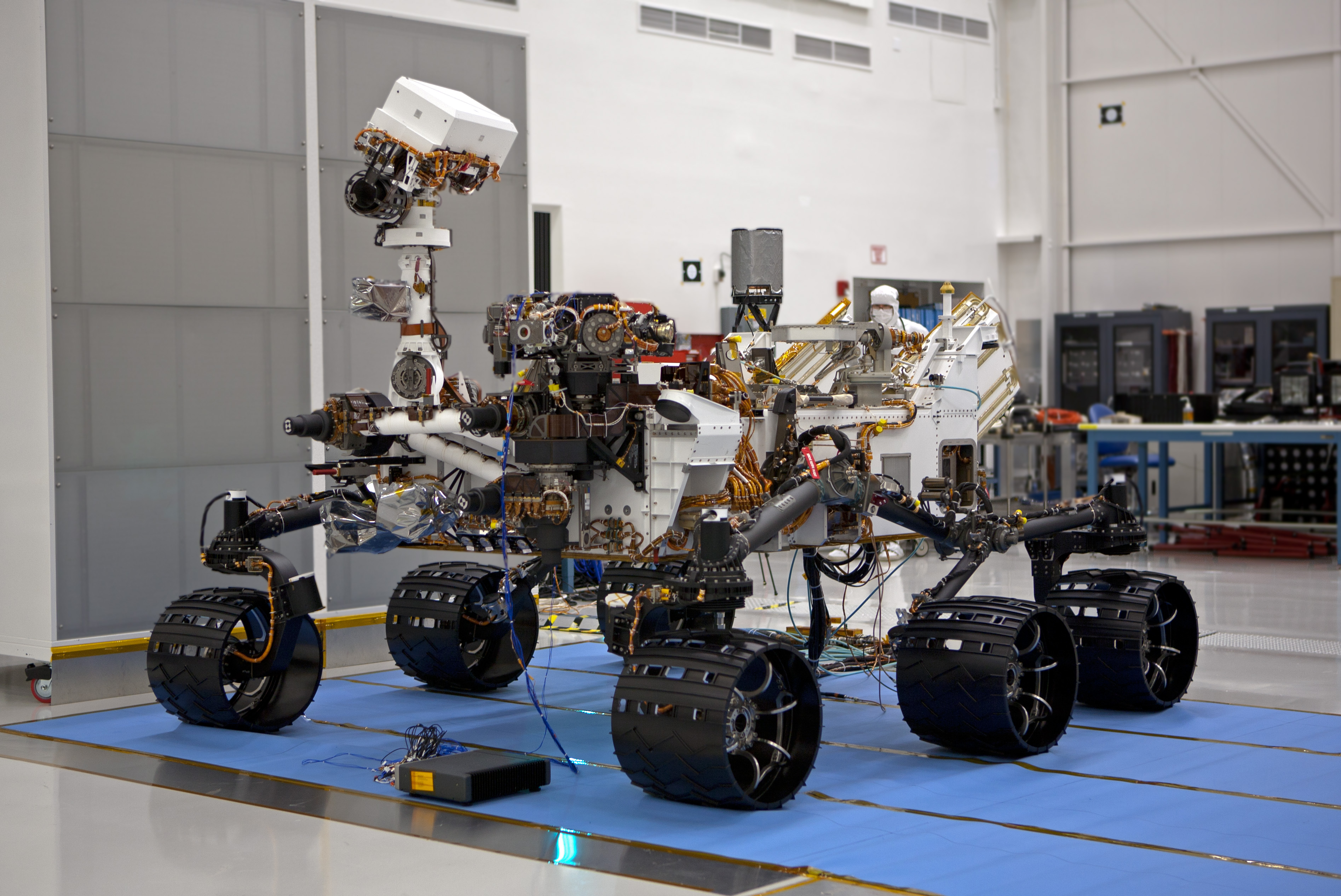
صورة لكيوريوسيتي روفر في المختبر على الأرض قبل الإطلاق.

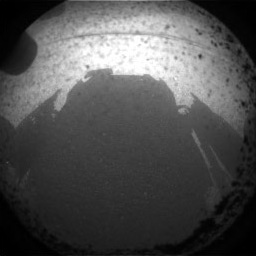
أول صورة تم التقاطها من قبل كيوريوسيتي روفر تظهر خيال المركبة منعكسة على سطح المريخ.

كيوريوسيتي روفر (بالإنجليزية: Curiosity rover) هي عربة متجولة على المريخ تتحرك بالطاقة النووية وهي جزء من مشروع مختبر علوم المريخ التابع لوكالة الفضاء الأمريكية. تم إطلاق مختبر علوم المريخ في 26 نوفمبر 2011، وحط كيوريوسيتي روفر على سطح المريخ في 6 أغسطس 2012. وقد استغرق في طريقه إلى المريخ نحو 8 أشهر قطع فيها مسافة تقرب من 450 مليون كيلومتر.

مختبر الدفع النفاث التابع لناسا هو من قام بتصميم وبناء الروفر وهو من يتتبعه ويحلل المعلومات الواردة منه 
سبق وصف كوريوسيتي روفر وصفا تفصيليا تحت عنوان مختبر علوم المريخ.

## الهبوط
مقال تفصيلي مختبر علوم المريخ
في يوم 6 أغسطس 2012 بعد اقتراب المختبر كوريوسيتي من المريخ في الكبسولة الواقية له من الشهب ومن الحرارة العالية الناتجة عن احتكاكها بالغلاف الجوي للمريخ، حيث كان آتيا بسرعة 20.900 كيلومتر في الساعة. وعلى ارتفاع 11 كيلومتر من السطح حيث انخفضت سرعة الهبوط إلى نحو 1450 كيلومتر في الساعة انفصلت الكبسولة الواقية للمسبار وانفتحت المظلة للهبوط. وعلى ارتفاع نحو 20 متر من سطح المريخ اشتغلت محركات صاروخية مثبتة على منصة سماوية تعمل عكسيا بحيث تحوم المنصة ومسبار كوريوسيتي عالق بها فوق السطح لفترة وجيزة. عندئذ نزل المسبار معلقا في منصته السماوية بواسطة كابلات مثلما تفعل الرافعة أو مثل العرائس في مسرح العرائس بحث حط المسبار عجلاته بهدوء على سطح المريخ. تنفصل المنصة السماوية عن المسبار وتُطرد بعيدا عن موقع الهبوط حتى لا يتسبب ارتطامها بالسطح ببعثرة لرمال أو حجارة على المسبار. سقطت المنصة على بعد نحو 5و2 كيلومتر من المسبار على مسافة آمنة.

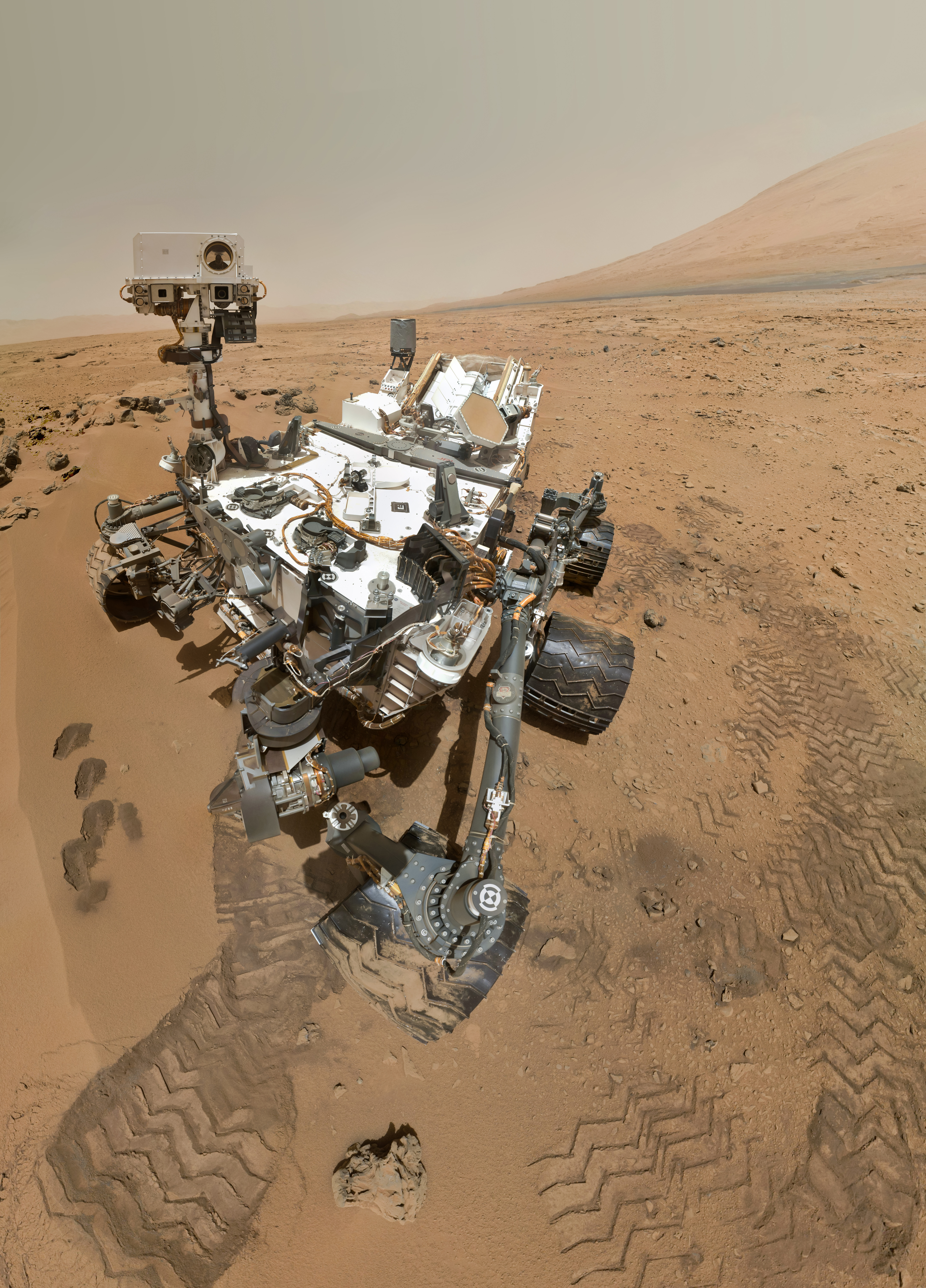
كريوستي روفر عند فوهة غيل

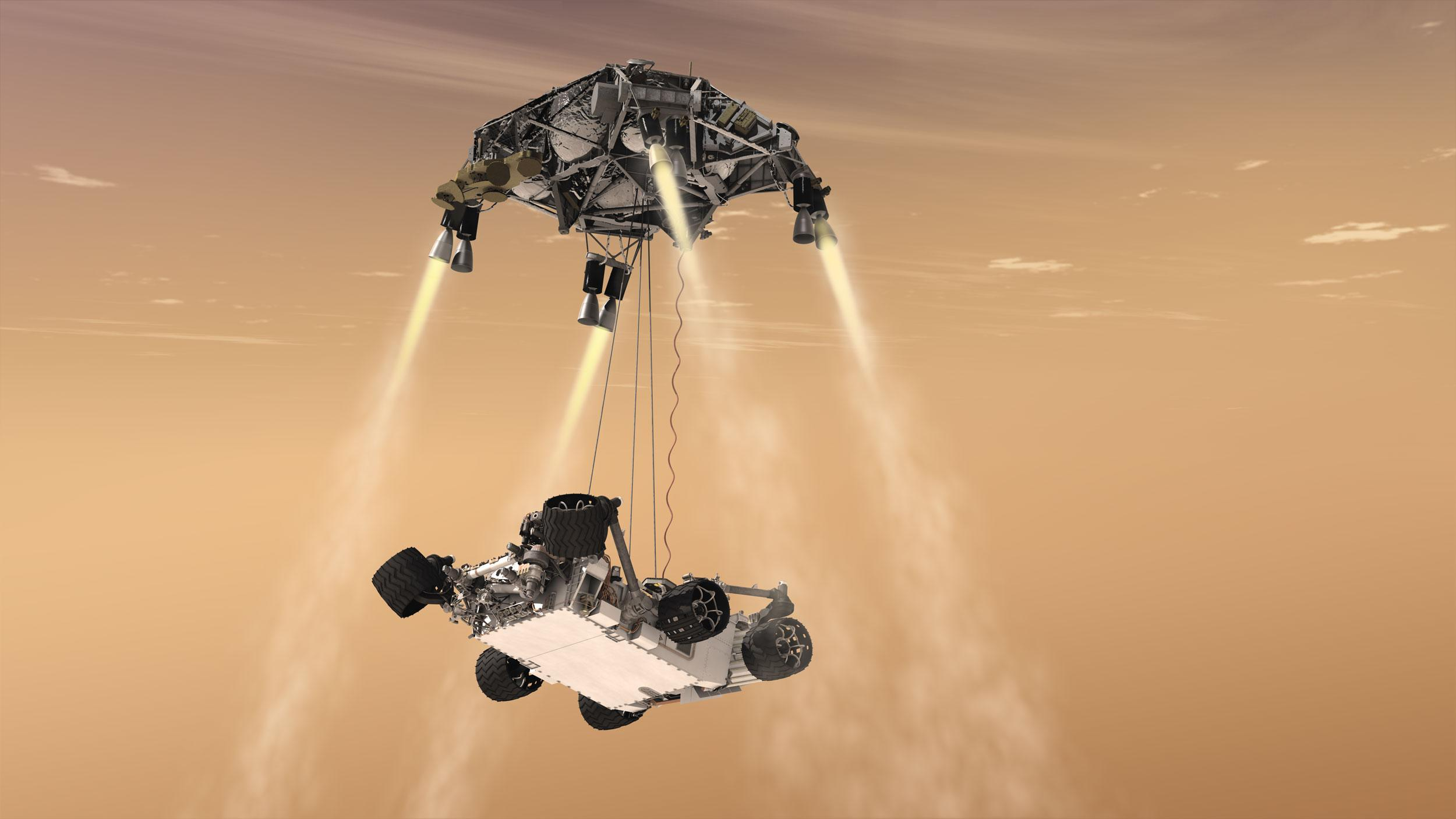
صورة تخيلية لهبوط المسبار كوريوزيتي معلقا بالمنصة السماوية.

كان قمران صناعيان في مدارين حول المريخ يقومان بمراقبة وتصوير عملية الهبوط، وهما القمران الصناعيان «مارس جلوبال سيرفيور» و «مارس أوديسي» وقاما بتسهيل الاتصال بمركز المتابعة لناسا
على الأرض. وقد اختيرت طريقة الهبوط بواسطة بالمنصة من أجل تلافي هبوط المسبار كوريوسيتي بنفسه على السطح حيث أن صواريخ تهدئة الهبوط سوف تثير غبارا كثيفا قد يعطل عمل المسبار.
محركات صاروخية
بذلك يصبح المسبار كوريوسيتي واحد من ثمانية مسبارات ارسلتها ناسا إلى الفضاء لاكتشاف الكواكب المحيطة بنا، إلى القمر وعطارد والمشتري وزحل وبلوتو وأحد النيازك «سيريس» وكذلك إلى الفضاء خارج المجموعة الشمسية.

## مهمة كوريوسيتي
ستكون مهمة كوريوسيتي دراسة جولولوجيا وكيمياء المريخ، والبحث عن وجود الكربون وغاز الميثان وبعض المركبات العضوية الأخرى، تكون قد تخلفت عن أزمنة قديمة كان فيها الماء على سطح المريخ. وقد بينت المسبارات السابقة التي هبطت وفحصت المريخ مثل سبيريت وأبورتيونيتي عن احتمال وجود الماء عليه، وأصبحت مهمة كوريوسيتي أعطاء الحكم الفاصل في ذلك.
يستنتج العلماء من دراسة سطح المريخ بأنه كان يعم بالمياه في الماضي البعيد حيث يرون اليوم مجاري أنهار جافة وبحار ومحيطات جافة تملؤها الرمال، فقد مضى على المريخ زمنا يقدر بنحو مليار من الأعوام قبل 5و4 مليار سنة كان فيه ماء وفترة مليار سنة كانت تكفي لنشاة حياة عليه.
لذلك زود المسبار المتنقل كوريوسيتي باجهزة لجمع عينات من التربة والصخور واجهزة للحفر للبحث وتحليل مواد لا تتكون إلا تحت تأثير الماء مثل الجيبس والملح وسلوفات الكالسيوم وكذلك معدن هيماتيت.
من جهة أخرى فيرى القمر الصناعي الذي يدور في فلك حول المريخ زيجا تظهر وتحتفي أثناء الفصول السنوية على المريخ مما يدل على وجود ثليج وماء تحت السطح يتجمد وينصهر تبعا لفصول السنة.
أهبط كوريوسيتي في فوهة غيل في الجزء الجنوبي من المريخ وهي فوهة باتساع 155 كيلومتر ويعلوها في الوسط جبل يبلغ ارتفاعه 8و3 كيلومتر يسمى «قمة شارب». تنساب على جوانب الفوهة جداول جافة تبدو وقد تكونت من سيلان مياه. وهذا هو الموقع المختار لهبوط وعمل المسبار حيث يكبر احتمال العثور على الماء.

## الأجهزة العلمية
سيلتقط كوريوسيتي عينات من المريخ ويدخلها إلى غرفة تحليل فيه. ويتم تحليل العينات بواسطة كروموتغراف غازي ومطياف كتلة ومطياف الليزر يمكنها تحليل عناصر المريخ والغازات. كما أن على المسبار أجهزة حساسة «تشم» جزيئات الغازات لمعرفة مكونات جو المريخ والبحث على الأخص للمواد الكربونية مثل غاز الميثان وهي المركبات التي تتكون منها الحياة.
كما سيقوم كوريوسيتي بدراسة جيولوجيا المريخ بواسطة شعاع ليزر يستطيع تسليطه على حجر على بعد 7 أمتار فيتبخر جزء من الحجر فيقوم المطياف بتحليل ما صدر منه من مكونات. كذلك يوجد على كوريوسيتي مطياف أشعة سينية سيعمل على تحليل مكونات الصخور أسفل منه، ويقول العالم «جوي كريبس» من ناسا: «عن طريق حيود الأشعة السينية نستطيع معرفة نوع المعدن وكيفية تكوّن الصخرة».
كما ان المسبار كوريوسيتي مزود ب 17 كاميرات واكثراها حساسية مثبتة على ماست عمودي على المسبار ويبلغ ارتفاعها 1و2 متر.

## البطارية النووية

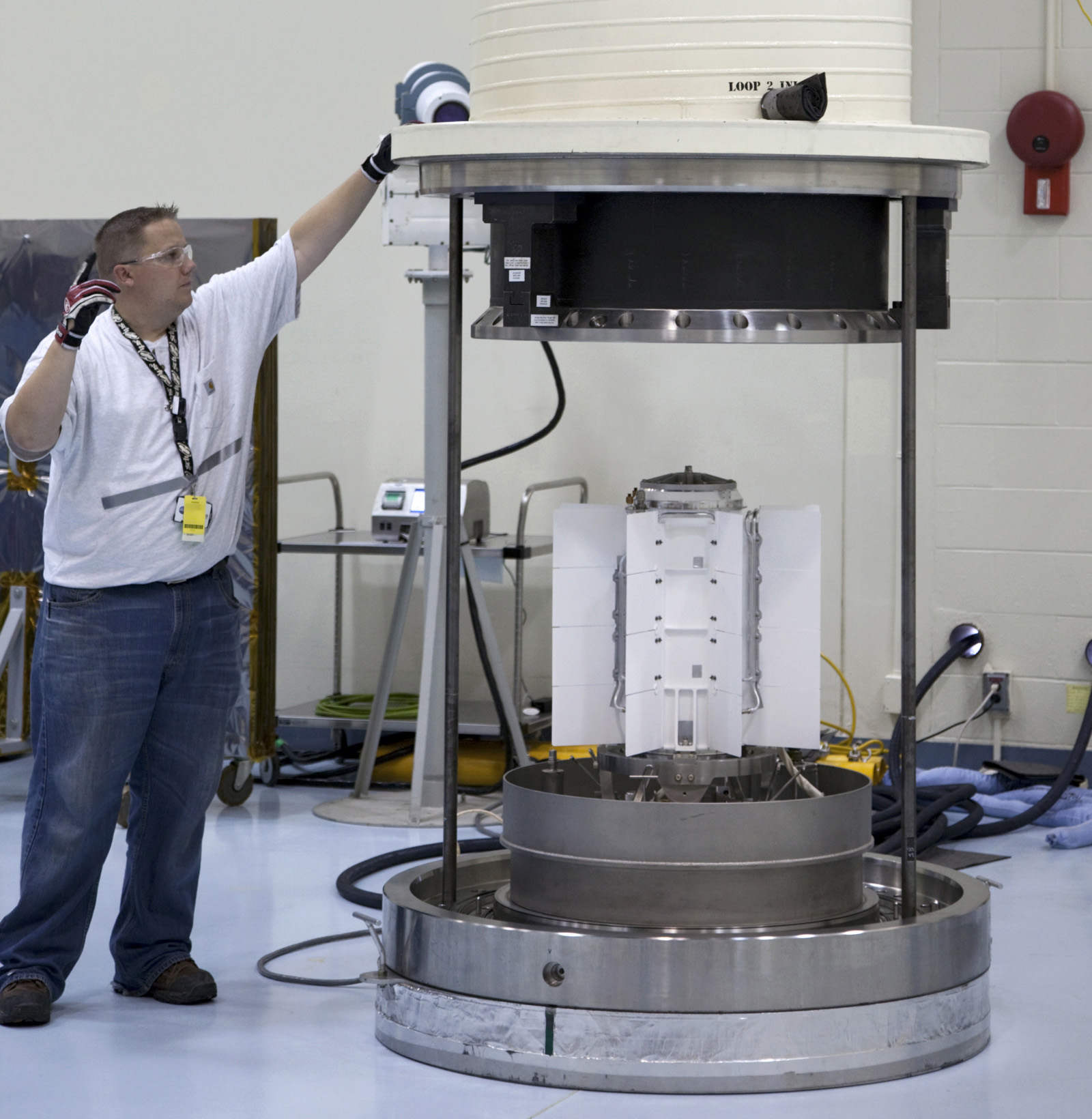
البطارية النووية تؤخذ من حاملها في مركز كينيدي للفضاء.

بعكس المسبارات الصغيرة السابقة التي عملت ولا يزال يعمل أحدها (ابورتيونيتي) فلا تعتمد توليد الكهرباء في كيوريوسيتي على الخلايا الشمسية وإنما على بطارية مادة مشعة، وهي توصف أحيانا بأنها «مولد كهربائي حراري بنظير مشع» MMRTG . يتميز هذا التصميم بأنه لا يعتمد على حالة الطقس، وهو يوفر درجة حرارة مناسبة لعمل الأجهزة العلمية وأجهزة الاتصال، وتشغيل الأجهزة العلمية، ويقوم بتحريك وانتقال الروفر بكفاءة عالية.

وفوق ذلك فتركيب البطارية النووية أسهل من تركيب الألواح الشمسية التي تعطي نفس القدرة الكهربائية والحرارية، وبذلك تتوفر مساحة على المسبار لتحهيزها بأجهزة علمية إضافية.

تحتوي البطارية النووية التي يبلغ وزنها 43 كيلوجرام على 8و4 كيلوجرام من أكسيد البلوتونيوم-238 الذي يتحلل عن طريق تحلل ألفا.
<
يعطي النظير المشع البلوتونيوم (عمر النصف: 87,7 سنة) في البدء قدرة حرارية مقدارها 2000 واط.
وتتحول تلك الطاقة الحرارية بواسطة مزدوجة حرارية من التلور والأنتيمون والجرمانيوم والفضة (كطرف أول) - والرصاص والتلور (كطرف ثاني للمزدوجات) Teإثمدجي إيفضة- and رصاصتيلوريوم-Thermoelements
إلى 110 واط طاقة كهربائية
,. أي بكفاءة تعادل 6% . وقد اختيرت قدرة الطاقة للبطارية بحيث تكفي سبعة أضعاف فترة عمل المسبار الأولية.

ويبلغ جهد البطارية في إنتاج التيار المستمر نحو 27 فولت، وهذا ينطبق على جميع الشبكة الكهربائية على المسبار. ويستخدم جزء من الطاقة (الحرارية) المتولدة في تدفئة داخل الروفر بحيث تعمل الأجهزة العلمية عند درجة حرارة مناسبة. ونظرا لأن المزدوجات الحرارية تنتج متواصلا حرارة فقد وضعت البطارية خلال الأيام الأخيرة قبل الإقلاع في حاملها على متن المسبار كيوريوسيتي. حينئذ كان المسبار قد وضع داخل كبسولته على قمة صاروخ أطلس 5 .

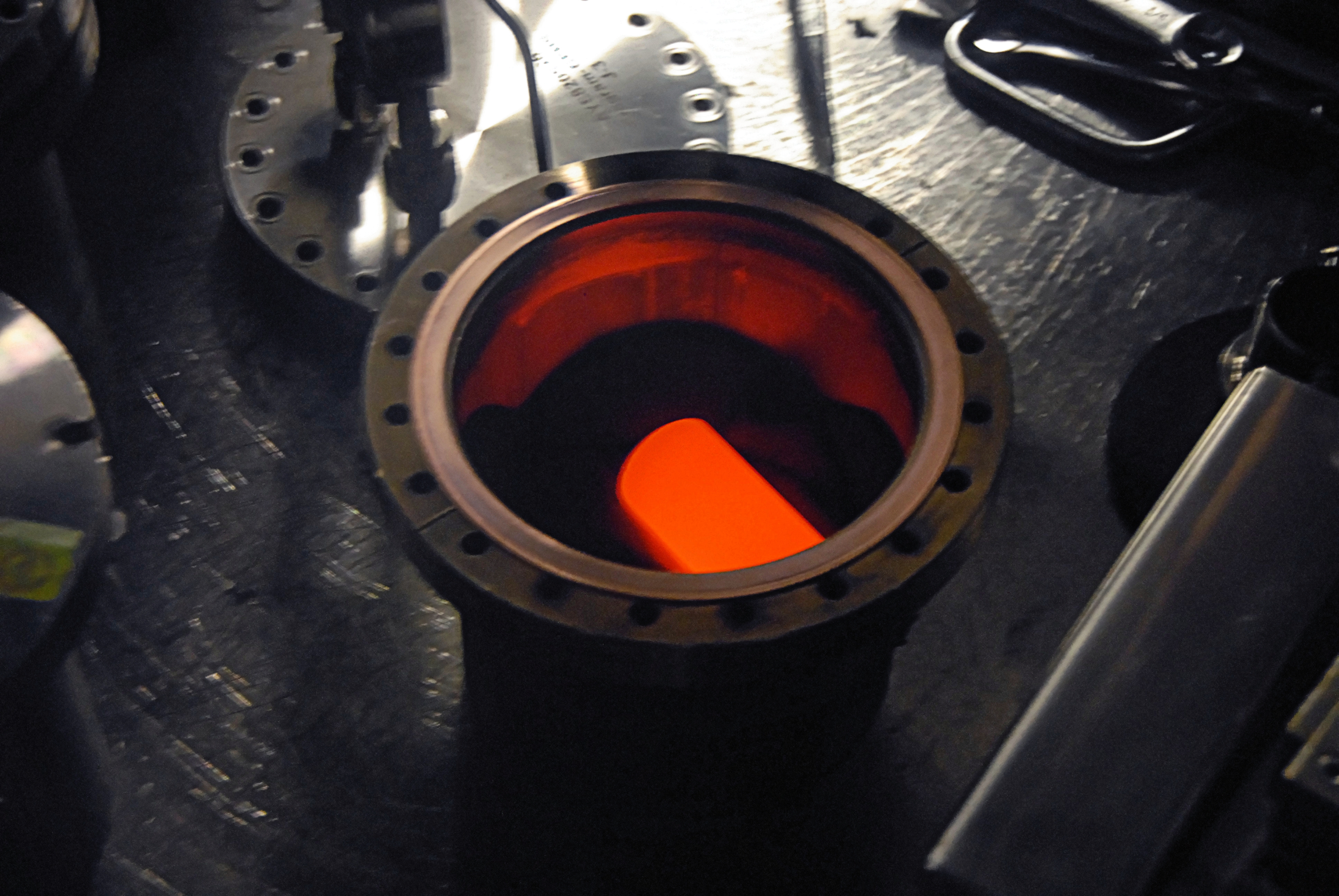
واحدة من 8 وحدات من البلوتونيوم-238 للبطارية.

ويماثل التصميم الذي وضعته شركة بوينغ للبطارية التصميم الخارجي للبطارية

المستخدمة في بيونير 10/ وبيونير 11 وفيكينج 1 / فايكينج 2 التي نجحت جميعها بكفاءة عالية.
 تزود البطارية بثمانية وحدات من البلوتونيوم-238، وتقوم بإمداد المسبار بالطاقة الكهربائية والطاقة الحرارية.

وتلك البطاريات قد تم اختبارها وتشغيلها من قبل، حيث عملت نماذج منها على المسبار كاسيني-هايجنز والمسبار جاليليو وأوليسيس ونيوهورايزونز.

## مقارنة بين كيوريوسيتي وما سبقها
|                          | كيوريوسيتي      | MER             | Mars Pathfinder |
| ------------------------ | --------------- | --------------- | --------------- |
| سنة البدء                | 2011            | 2003            | 1996            |
| الكتلة (kg)              | 900             | 174             | 10,6            |
| المقاييس (متر، L×B×H)    | 3,1 × 2,7 × 2,1 | 1,6 × 2,3 × 1,5 | 0,7 × 0,5 × 0,3 |
| الطاقة المولدة (kWh/Sol) | 2,9             | 0,3–0,9         | max. 0,1        |
| الأجهزة العلمية          | 10              | 5               | 4               |
| السرعة القصوى (cm/s)     | 4               | 5               | 1               |
| معدل البيانات (MB/Tag)   | 19–31           | 6–25            | max. 3,5        |
| قدرة الحاسوب (MIPS)      | 400             | 20              | 0,1             |
| حجم التخزين (MB)         | 256             | 128             | 0,5             |

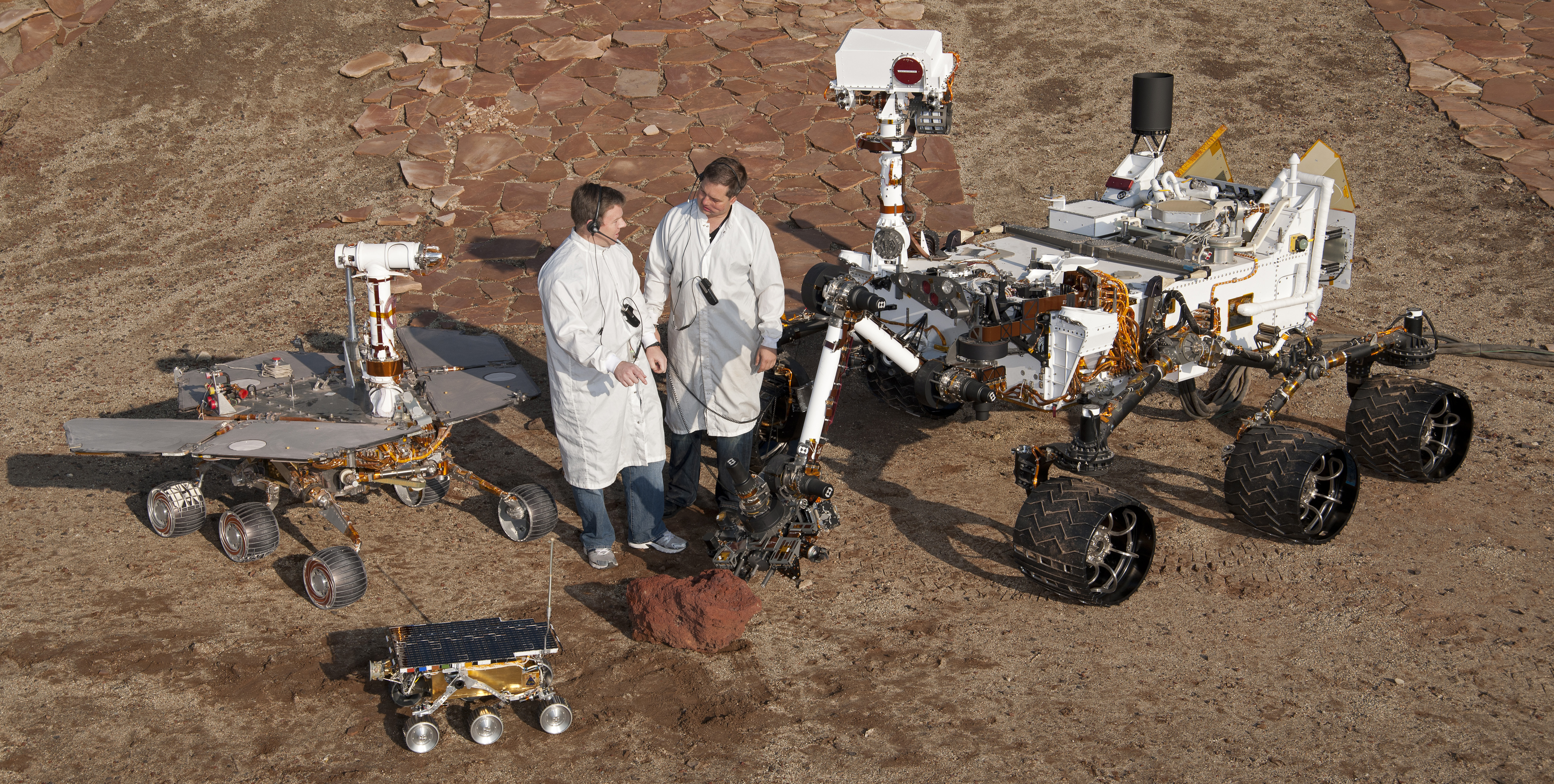
نماذج من الثلاثة روفر : „MER“ (في الخلف على اليسار), „Sojourner“ (في الأمام على اليسار), كيوريوسيتي (إلى اليمين)

- MER = المسباران سبيريت وابورتيونيتي
- Mars Pathfinder = Sejourner
- kWh/Sol : كيلوواط ساعي لكل يوم مريخي.
- MIPS : مليون عملية حسابية في الثانية.

## محاولات الوصول إلى المريخ
- 1963 : سبوتنيك 24، روسي، لم يستطع مغادرة جو الأرض.
- 1972 : مارس 2 ومارس 3، روسيان، تحطم الأول على سطح المريخ ووصل الثاني بهدوء ثم انقطع الاتصال بعد 20 ثانية،
- 1974 : مارس 6، روسي، أنقطع الاتصال بعد هبوط هادئ،
- 1976 : فايكينج 1 وفايكينج 2، مسباران أمريكيان، عمل الأول 6 سنوات وعمل الثاني 3 سنوات و7 أشهر.
- 1989 : فوبوس 1 وفوبوس 2، روسيان، لم يصل الأول وانقطع الاتصال قبل هبوط الثاني،
- 1997 : مارس 96، روسي، لم ينجح الإقلاع
- 1997 : مارس سوجورني (باثفايندر)، أمريكي
- 1999 : مارس بولار لاندر، أمريكي، هبط وارتطم بسطح المريخ
- 2003 : سبيريت وابورتيونيتي، مسباران أمريكيان، عمل سبيريت 6 سنوات وشهرين، وعمل أبورتيونيتي في حدود 15 سنة وأعلن مسؤولو ناسا عن انتهاء مهمته في 13 فبراير 2019.[21]
- 2003 : بيجيل 2، من المملكة المتحدة، لم يهبط بسلام
- 2008 : فينيكس (مسبار فضائي) ، أمريكي، عمل خمسة أشهر
- 2012 : فوبوس -جرانت، روسي، لم ينجح الإقلاع من الأرض
- 2012 : كوريوسيتي ، أمريكي، هبط بنجاح يوم 6 أغسطس 2012، وبدأ عمله.

## مسبارات ناسا إلى الكواكب
قامت ناسا بأرسال العديد من المسبارات لدراسة وفحص كواكب المجموعة الشمسية:
- مسبار ميسنجر إلى عطارد، لدراسة سطحه ومجاله المغناطيسي وقد عثر على رواسب بركانية
- مسبارات متعددة إلى المريخ من ضمنها كيوريوسيتي وأبورتيونيتي ومارس جلوبال سيرفيور ومارس أوديسي
- مسبار دون إلى النيزك فيستا والكوكب القزم سيريس، بغرض التعرف على أحوال الأزمنة الأولي لتكون المجموعة الشمسية
- المسبار جونو إلى المشتري سيلقي نظرة على جوه الكثيف ومعرفة التركيب الكيميائي لجوه، وكذلك دراسة الأعاصير عليه وبصفة خاصة اعاصير البقعة الحمراء المميزة.
- المسبار كاسيني إلى زحل، استطاع تسجيل مياه مالحة على سطح القمر «انكلادوس» (والتي قد تحتوي على بعض المواد العضوية)، كما استكشف قمره تيتان الذي يعتقد العلماء انه مشابه للأرض قبل نشأة الحياة عليها.
- فوياجر 1 وفوياجر 2 اللذان أديا عبورا بالقرب من المشتري وزحل، كما قام فوايجر 2 بدراسة أورانوس ونبتون. وقد غادر الاثنان المجموعة الشمسية ودخلال الفضاء بين النجوم.
- مسبار نيوهورايزونز إلى بلوتو وحزام كايبر، سوف يقوم بدراسة بلوتو وأقماره، وحزام مذنبات ثلجية تحيط بالمجموعة الشمسية.